# گرفنبرگ، بایرن
شهر گرفنبرگ، بایرندر ایالت بایرن در کشور آلمان واقع شده‌است.